# Biegus białorzytny
Biegus białorzytny, biegus Bonapartego (Calidris fuscicollis) – gatunek małego ptaka wędrownego z rodziny bekasowatych (Scolopacidae). Zamieszkuje północną część Ameryki Północnej, zimuje w południowo-wschodniej Ameryce Południowej. Nie wyróżnia się podgatunków. Mimo wciąż dużej populacji jest narażony na wyginięcie, gdyż jego liczebność gwałtownie spada.

## Zasięg występowania
W sezonie lęgowym zamieszkuje północną Kanadę i północną Alaskę. Zimuje w południowo-wschodniej Ameryce Południowej (od południowo-wschodniej Brazylii na południe po Ziemię Ognistą) i na Falklandach. W małych ilościach, lecz regularnie pojawia się w Europie, na Azorach i Wyspach Kanaryjskich. W Polsce do 2018 stwierdzony tylko 6 razy – w latach 1998, 2012, 2014 oraz 3 razy w 2018.

## Morfologia
WyglądObie płcie ubarwione jednakowo. W szacie godowej wierzch ciała brązowoszary z ciemnymi plamkami, spód biały z ciemnobrązowym kreskowaniem na głowie i piersi. Biała brew, charakterystyczny biały kuper kontrastujący z ciemnym ogonem. W szacie spoczynkowej wierzch ciała popielatoszary z ciemnymi plamami, spód ciała biały, kreskowanie na piersi słabo zaznaczone. Kuper biały, ogon ciemny. Nogi i dziób ciemne.
Wymiarydługość ciała ok. 15–18 cm
rozpiętość skrzydeł 36–38 cm
masa ciała 28–66 g

## Ekologia i zachowanie

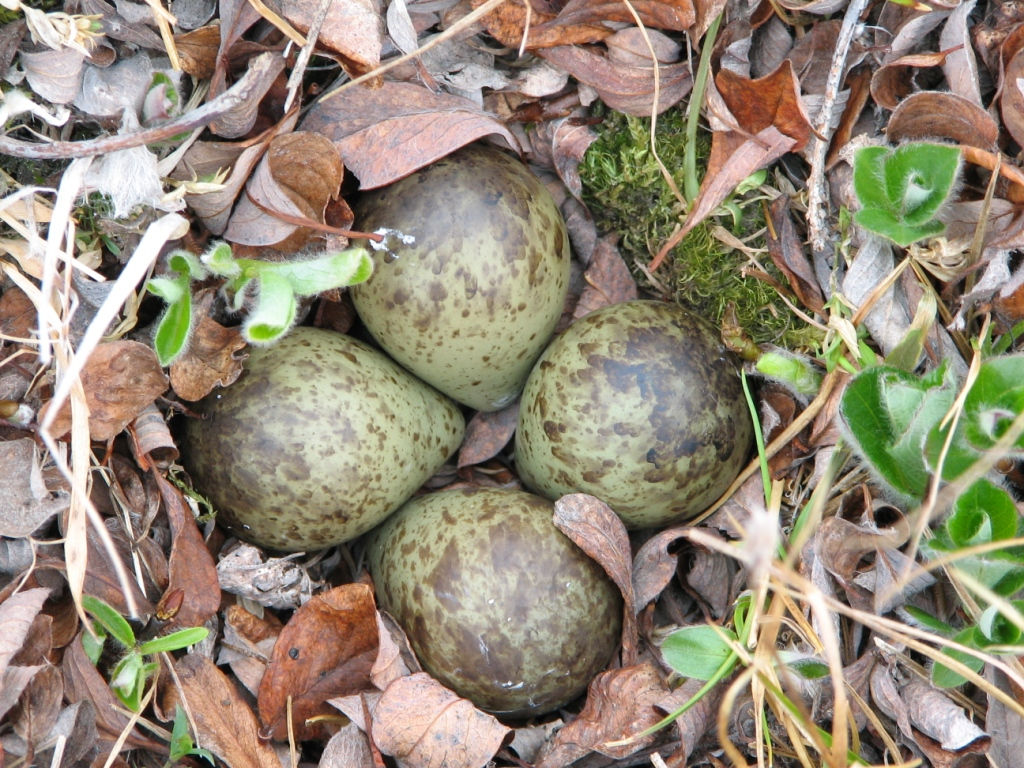
Jaja w gnieździe

BiotopTundra, poza okresem godowym mokradła, brzegi rzek i jezior.
GniazdoNa ziemi.
JajaW ciągu roku wyprowadza jeden lęg, składając w czerwcu–sierpniu 3 do 4 oliwkowych, brązowo nakrapianych jaj.
Wysiadywanie, pisklętaJaja wysiadywane są przez okres 20–22 dni przez samicę. Pisklęta usamodzielniają się po 16–17 dniach.
PożywienieBezkręgowce uzupełnione pokarmem roślinnym.

## Status i ochrona
Międzynarodowa Unia Ochrony Przyrody (IUCN) od 2024 roku uznaje biegusa białorzytnego za gatunek narażony (VU – Vulnerable); wcześniej był on klasyfikowany jako gatunek najmniejszej troski (LC – Least Concern). W 2024 szacowano liczebność światowej populacji lęgowej na 3 270 000 – 9 070 000 dorosłych osobników. Badania wykazały jednak, że liczebność tego ptaka gwałtownie spada – nawet o 40–49% w ciągu ostatnich trzech pokoleń (tj. około 13,5 roku). Nie są dokładnie znane przyczyny tych spadków, ale wśród najbardziej prawdopodobnych wymienia się budowę tam i gospodarkę wodną, w szczególności osuszanie terenów podmokłych, poszerzający się zasięg występowania lisa rudego, nadmierną liczebność gęsi – śnieżycy dużej i śnieżycy małej (co skutkuje degradacją siedlisk i zwiększonym zagęszczeniem drapieżników), zanieczyszczenie środowiska oraz zmiany klimatyczne. Na obszarach przelotowych i zimowiskach zagraża mu utrata i degradacja siedlisk, płoszenie przez ludzi, lokalnie prawdopodobnie polowania.
Na terenie Polski objęty ochroną gatunkową ścisłą.